# Huperzia rufescens
Huperzia rufescens là một loài thực vật có mạch trong Họ Thạch tùng. Loài này được (Hook.) Trevis. mô tả khoa học đầu tiên năm 1874.